# Rick Baker
Richard Baker, detto Rick (Binghamton, 8 dicembre 1950), è un truccatore ed effettista statunitense specializzato in make up per effetti speciali.

## Biografia
Considerato l'erede di Jack Pierce, ha vinto 7 premi Oscar su ben 11 nomination totali. Vinse due volte l'Oscar al miglior trucco (la prima edizione nel 1982, per Un lupo mannaro americano a Londra, e nel 2011, per Wolfman) per film con protagonista un lupo mannaro.
Oltre al trucco nelle varie pellicole cinematografiche, Rick Baker ha curato il trucco di Michael Jackson nel famosissimo videoclip di Thriller del 1983.

## Vita privata
Baker si sposò una prima volta con la truccatrice Elaine Baker, nel 1974; la donna prestò il volto per testare il make-up dell'imperatore Palpatine/Darth Sidious, nel film L'Impero colpisce ancora.  
L'8 novembre 1987 Baker convolò a nozze con la sua attuale moglie, Silvia Abascal, dalla quale ha avuto due figli.

## Filmografia parziale

### Trucco
- Bone, regia di Larry Cohen (1972) (non accreditato)
- Black Caesar - Il Padrino nero (Black Caesar), regia di Larry Cohen (1973) (non accreditato)
- Slok (Schlock), regia di John Landis (1973)
- Baby Killer (It's Alive), regia di Larry Cohen (1974) (non accreditato)
- Commando Zebra (The Zebra Force), regia di Joe Tornatore (1976)
- I carnivori venuti dalla savana (Squirm), regia di Jeff Lieberman (1976)
- King Kong, regia di John Guillermin (1976) (non accreditato)
- Cop Killers, regia di Walter R. Cichy (1977)
- Guerre Stellari (Star Wars), regia di George Lucas (1977)
- L'uomo di cera (The Incredible Melting Man), regia di William Sachs (1977)
- Fury (The Fury), regia di Brian De Palma (1978)
- It Lives Again, regia di Larry Cohen (1978)
- L'Impero colpisce ancora (The Empire Strikes Back), regia di Irvin Kershner (1980) (non accreditato)
- Stati di allucinazione (Altered States), regia di Ken Russell (1980) (non accreditato)
- The Incredible Shrinking Woman, regia di Joel Schumacher (1981)
- Il tunnel dell'orrore (The Funhouse), regia di Tobe Hooper (1981)
- Un lupo mannaro americano a Londra (An American Werewolf in London), regia di John Landis (1981)
- L'ululato (The Howling), regia di Joe Dante (1981) (consulente)
- Storie di fantasmi (Ghost Story), regia di John Irvin (1981)
- Videodrome, regia di David Cronenberg (1983)
- Thriller, regia di John Landis (1984)
- Greystoke - La leggenda di Tarzan, il signore delle scimmie (Greystoke: The Legend of Tarzan, Lord of the Apes), regia di Hugh Hudson (1984)
- Starman, regia di John Carpenter (1984)
- Ritorno alla quarta dimensione (My Science Project), regia di Jonathan R. Betuel (1985)
- Captain EO, regia di Francis Ford Coppola (1986)
- Ratboy, regia di Sondra Locke (1986)
- Bigfoot e i suoi amici (Harry and the Hendersons), regia di William Dear (1987)
- Summer School - Una vacanza da ripetenti (Summer School), regia di Carl Reiner (1987) (non accreditato)
- Il principe cerca moglie (Coming to America), regia di John Landis (1988)
- Gorilla nella nebbia (Gorillas in the Mist: The Story of Dian Fossey), regia di Michael Apted (1988)
- Missing Link, regia di Carol Hughes, David Hughes (1988)
- Le avventure di Rocketeer (The Rocketeer), regia di Joe Johnston (1991)
- Matinee, regia di Joe Dante (1993)
- Body Bags - Corpi estranei (Body Bags), regia di John Carpenter, Tobe Hooper, Larry Sulkis (1993)
- Wolf - La belva è fuori (Wolf), regia di Mike Nichols (1994)
- Baby Birba - Un giorno in libertà (Baby's Day Out), regia di Patrick Read Johnson (1994)
- Ed Wood, regia di Tim Burton (1994)
- Batman Forever, regia di Joel Schumacher (1995)
- Il professore matto (The Nutty Professor), regia di Tom Shadyac (1996)
- Sospesi nel tempo (The Frighteners), regia di Peter Jackson (1996)
- Fuga da Los Angeles (Escape from L.A.), regia di John Carpenter (1996)
- Men in Black, regia di Barry Sonnenfeld (1997)
- Segreti (A Thousand Acres), regia di Jocelyn Moorhouse (1997)
- Se mi amate... (Critical Care), regia di Sidney Lumet (1997)
- Psycho, regia di Gus Van Sant (1998)
- Il grande Joe (Mighty Joe Young), regia di Ron Underwood (1998)
- Life, regia di Ted Demme (1999)
- La famiglia del professore matto (Nutty Professor II: The Klumps), regia di Peter Segal (2000)
- Il Grinch (Dr. Seuss' How the Grinch Stole Christmas), regia di Ron Howard (2000)
- Planet of the Apes - Il pianeta delle scimmie (Planet of the Apes), regia di Tim Burton (2001)
- Men in Black II, regia di Barry Sonnenfeld (2002)
- The Ring, regia di Gore Verbinski (2002)
- La casa dei fantasmi (The Haunted Mansion), regia di Rob Minkoff (2003)
- Hellboy, regia di Guillermo del Toro (2004)
- Cursed - Il maleficio (Cursed), regia di Wes Craven (2005)
- The Ring 2, regia di Hideo Nakata (2005)
- X-Men - Conflitto finale (X-Men: The Last Stand), regia di Brett Ratner (2006)
- Cambia la tua vita con un click (Click), regia di Frank Coraci (2006)
- Norbit, regia di Brian Robbins (2007)
- Come d'incanto (Enchanted), regia di Kevin Lima (2007)
- Tropic Thunder, regia di Ben Stiller (2008)
- Wolfman, regia di Joe Johnston (2010)
- Tron: Legacy, regia di Joseph Kosinski (2010)
- Men in Black 3, regia di Barry Sonnenfeld (2012)
- Maleficent, regia di Robert Stromberg (2014)

### Effetti speciali
- The Thing with Two Heads, regia di Lee Frost (1972) (non accreditato)
- Bone, regia di Larry Cohen (1972) (non accreditato)
- Black Caesar - Il Padrino nero (Black Caesar), regia di Larry Cohen (1973) (non accreditato)
- Slok (Schlock), regia di John Landis (1973)
- Agente 007 - Vivi e lascia morire (Live and Let Die), regia di Guy Hamilton (1973) (non accreditato)
- L'esorcista (The Exorcist), regia di William Friedkin (1973) (non accreditato)
- Flesh Gordon - Andata e ritorno... dal pianeta Porno! (Flesh Gordon), regia di Michael Benveniste, Howard Ziehm (1974)
- Il cibo degli dei (The Food of the Gods), regia di Bert I. Gordon (1976)
- King Kong, regia di John Guillermin (1976)
- Tanya's Island, regia di Alfred Sole (1980)
- Captain EO, regia di Francis Ford Coppola (1986)
- Gremlins 2 - La nuova stirpe (Gremlins 2: The New Batch), regia di Joe Dante (1990)
- Il piccolo panda (The Amazing Panda Adventure) regia di Christopher Cain (1995)
- Il grande Joe (Mighty Joe Young), regia di Ron Underwood (1998)
- Wild Wild West, regia di Barry Sonnenfeld (1999)
- Hellboy, regia di Guillermo del Toro (2004)
- Cursed - Il maleficio (Cursed), regia di Wes Craven (2005)

### Attore
- The Thing with Two Heads, regia di Lee Frost (1972)
- Slok (Schlock), regia di John Landis (1973) (non accreditato)
- King Kong, regia di John Guillermin (1976) (non accreditato)
- Ridere per ridere (The Kentucky Fried Movie) regia di John Landis (1977)
- The Incredible Shrinking Woman, regia di Joel Schumacher (1981)
- Thriller, regia di John Landis (1984)
- Tutto in una notte (Into the Night), regia di John Landis (1985)
- Il Grinch (Dr. Seuss' How the Grinch Stole Christmas), regia di Ron Howard (2000)
- Planet of the Apes - Il pianeta delle scimmie (Planet of the Apes), regia di Tim Burton (2001)
- Men in Black II, regia di Barry Sonnenfeld (2002)
- King Kong, regia di Peter Jackson (2005)
- Dark Reel, regia di Josh Eisenstadt (2008)
- Wolfman, regia di Joe Johnston (2010)
- Men in Black 3, regia di Barry Sonnenfeld (2012)
- The Strain – serie TV, episodio 1x08 (2014)
- The Ring 3 (Rings), regia di F. Javier Gutiérrez (2017)

## Riconoscimenti
Rick Baker è l'ottava persona ad aver ricevuto più premi Oscar nella storia del Cinema, infatti ha vinto 7 statuette su 12 nomination ricevute.
L'anno si riferisce all'anno della cerimonia di premiazione.
- 1978
  - Nomination Saturn Award per il miglior trucco insieme a Stuart Freeborn per Guerre stellari (Star Wars)
- 1979
  - Saturn Award per il miglior trucco insieme a William Tuttle per Fury (The Fury)
- 1981
  - Nomination Saturn Award per il miglior trucco insieme a Rob Bottin per L'ululato (The Howling)
- 1982
  - Oscar al miglior trucco per Un lupo mannaro americano a Londra (An American Werewolf in London)
  - Saturn Award per il miglior trucco per Un lupo mannaro americano a Londra (An American Werewolf in London)
- 1985
  - Nomination Oscar al miglior trucco insieme a Paul Engelen per Greystoke - La leggenda di Tarzan, il signore delle scimmie (Greystoke: The Legend of Tarzan, Lord of the Apes)
  - BAFTA al miglior trucco insieme a Paul Engelen, Peter Frampton e Joan Hills per Greystoke - La leggenda di Tarzan, il signore delle scimmie (Greystoke: The Legend of Tarzan, Lord of the Apes)
- 1988
  - Oscar al miglior trucco per Bigfoot e i suoi amici (Harry and the Hendersons)
  - Nomination Saturn Award per il miglior trucco per Bigfoot e i suoi amici (Harry and the Hendersons)
- 1989
  - Nomination Oscar al miglior trucco per Il principe cerca moglie (Coming to America)
- 1991
  - Nomination Saturn Award per i migliori effetti speciali insieme a Ken Pepiot e Dennis Michelson per Gremlins 2 - La nuova stirpe (Gremlins 2: The New Batch)
- 1995
  - Oscar al miglior trucco insieme a Ve Neill e Yolanda Toussieng per Ed Wood
- 1997
  - Oscar al miglior trucco insieme a David LeRoy Anderson per Il professore matto (The Nutty Professor)
- 1998
  - Oscar al miglior trucco insieme a David LeRoy Anderson per Men in Black
  - Nomination BAFTA ai migliori effetti speciali insieme a Eric Brevig, Rob Coleman e Peter Chesney per Men in Black
  - Nomination Saturn Award per i migliori effetti speciali insieme a Eric Brevig, Peter Chesney, Rob Coleman per Men in Black
- 1999
  - Nomination Oscar ai migliori effetti speciali insieme a Hoyt Yeatman, Allen Hall e Jim Mitchell per Il grande Joe (Mighty Joe Young)
  - Nomination Saturn Award per i migliori effetti speciali insieme a Hoyt Yeatman, Allen Hall e Jim Mitchell per Il grande Joe (Mighty Joe Young)
- 2000
  - Nomination Oscar al miglior trucco per Life (Coming to America)
- 2001
  - Oscar al miglior trucco insieme a Gail Ryan per Il Grinch (film 2000) (Dr. Seuss' How the Grinch Stole Christmas)
- 2008
  - Nomination Oscar al miglior trucco insieme a Kazuhiro Tsuji per Norbit
- 2011
  - Oscar al miglior trucco insieme a Dave Elsey per Wolfman (The Wolfman)